# 임대차

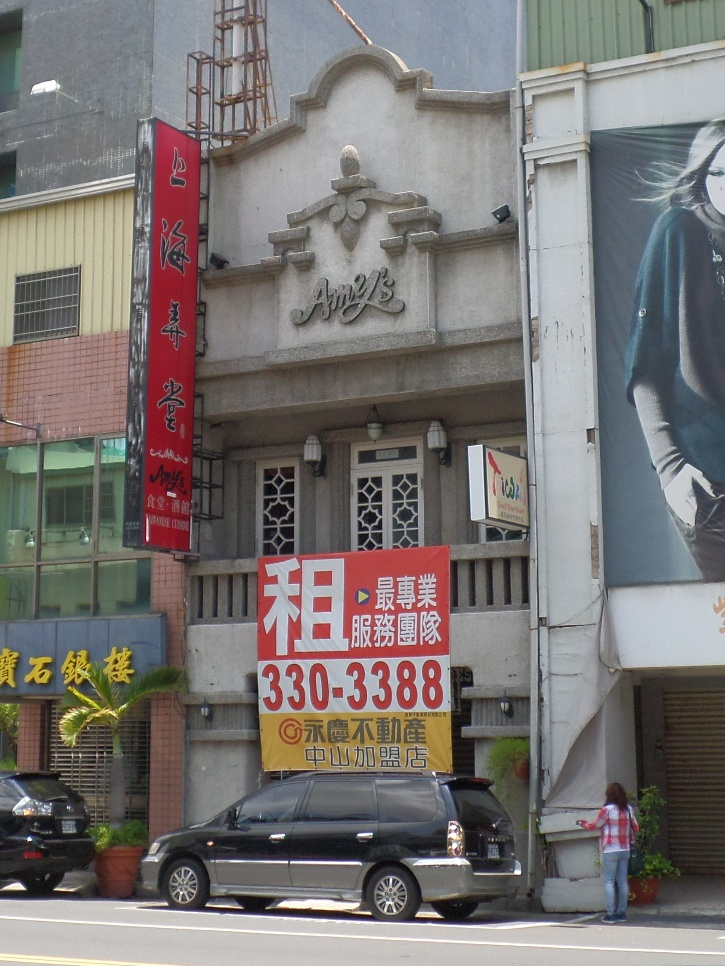
대만 가오슝의 건물 임대 가능 여부 안내

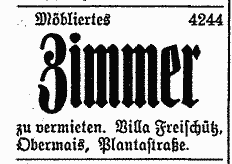
1911년에 메란의 빌라 프라이슈츠에서 임대 가능 여부를 통보받았다.

임대차(賃貸借, 영어: Renting)는 당사자의 일방(임대인)이 상대방(임차인)에게 목적물을 사용·수익할 수 있게 약정하고, 상대방이 그 대가로서 차임을 지급할 것을 약정함으로써 성립하는 계약이다.(대한민국 민법 제618조) 임대차계약은 유상계약, 쌍무계약, 낙성계약, 계속적 계약에 속한다.

## 임대차 계약서
공장 임대차 계약서 작성시에는 계약의 목적물인 공장과 기계설비와 그 부속품 등에 대해서 후일 다툼이 없도록 주소, 면적, 기계의 종류 및 수량 등을 최대한 자세하게 기재하도록 하고 보증금 이외에 차임의 액수뿐만 아니라 그 지급방법 및 지급시기 등을 사전에 명확하게 규정하여 두며 지급방법은 당사자간의 합의로 결정할 사항이나, 별도로 규정하지 않을 경우 임차인은 당월 분의 차임을 매월 말일에 지급하면 된다.
이제 2025년 6월 1일부터는 신고를 제대로 하지 않으면 과태료가 부과된다. #

## 대한민국
특히 임대차는 소비대차와는 달리 목적물의 소유권을 상대방에게 이전하는 것이 아니므로, 임대인이 임대물에 대한 소유권이나 또는 그것을 처분할 권한을 가지고 있어야 할 필요는 없다.(통설, 판례: 대법원 1991.3.27. 88다카30702)
사회생활을 하다 보면 타인의 물건을 빌려 쓰는 경우가 많이 발생하는데, 타인의 물건을 빌려 쓰는 관계 중에서도 가장 중요한 것이 임대차다. 왜냐하면 무상으로 빌려 쓰는 사용대차(使用貸借)는 특수한 경우를 제외하고는 드문 일이고, 그 목적물인 부동산에 관하여 권리자에게 강력한 지위를 부여하는 용익물권(用益物權)은 소유권자가 설정하기를 꺼리기 때문이다. 임대차는 동산이나 부동산 어느 것이나 그 목적물로 할 수 있는데, 특히 생산시설이나 부동산(농지는 제외)의 임대차는 사회경제적으로 매우 중요한 작용을 한다. 또한 한국의 현실은 가옥 또는 그 일부의 임대차가 임차인의 생활과 직결되는 주거제공의 역할을 하고 있다. 이에 민법은 전세권(專貰權)이라는 새로운 물권을 창설하여 물건 이용자의 보호를 꾀하는 한편, 임대차를 많이 규제하여 부동산 이용자의 보호를 도모한 바 있다. 그러나 부동산 임차인은 경제적 약자이기 때문에 대항요건인 전세권의 등기를 갖추지 못하는 불이익을 감수할 수밖에 없고, 목적물이 제3자에게 양도되면 집을 비워 주지 않을 수 없다. 살고 있는 주택이 제3자에게 양도되는 경우에 '매매는 임대차를 깨뜨린다'는 법리는 지켜지겠지만, 임차인은 목적물을 반환함으로써 살 곳을 잃게 되는 경우가 적지 않다. 이러한 사회적 폐단을 없애고 서민의 주거 안정을 도모하기 위하여 '주택임대차보호법'을 제정하여, 주택의 인도와 주민등록의 이전을 대항요건으로 하는(3조) 등 보호 조치를 강구하고 있다.
임대차는 계약의 종료시에 임차인이 임차물 자체를 반환해야 하므로 소유권을 취득하지 못한 점이 소비대차(消費貸借)와 다르고, 사용대차와 같으나 차임을 지급하여야 하는 점에서는 사용대차와도 다르다. 계약으로 기간을 정한 임대차의 존속기간은 최장기 20년이고, 이것을 넘는 기간을 약정할 때에는 20년으로 단축된다(민법 651조 1항). 한편 임대차의 최단기에 관한 제한은 없으므로, 당사자는 자유로이 정할 수 있다. 그러나 임대차를 한 목적에 비추어 약정기간이 지나치게 불합리하다고 인정되는 경우에는, 특별한 사정이 없는 한 임대차의 최단기 존속기간은 차임을 지급하기로 정한 기간으로 해석하여야 한다는 것이 일반적인 견해이다. 다만 주택에 관한 경우 주택임대차보호법에 의해 최단기 존속기간이 2년으로 되어 있다(4조). 계약으로 기간을 정하지 않은 경우에는 당사자는 언제든지 계약해지(契約解止)의 통고를 할 수 있다(635조 1항). 계약해지의 통고가 있으면 임대차 관계가 종료하게 되나, 이렇게 되면 해지통고를 받은 당사자는 예측하지 못한 손실을 입게 될 염려가 있으므로 이를 위하여 일정한 제한을 두고 있다(635조 2항). 즉 부동산의 임대차에서는 임대인이 해지통고를 한 경우에는 6월, 임차인이 해지통고를 한 경우에는 1월이 경과한 후에 해지의 효력이 생기고, 동산의 임대차에서는 어느 당사자가 해지통고를 하든지 그 통고를 받은 날부터 5일이 경과한 다음에 해지의 효력이 생긴다. 이 해지통고의 효력 제한에 관한 규정은, 기간의 약정이 있는 임대차에서 당사자의 일방 또는 쌍방이 해지권을 보류한 때에도 준용된다(636조).

임대차 계약 만료

임대인은 계약이 존속하는 동안 임차인이 목적물을 사용·수익할 수 있도록 그것을 인도하고, 그에 필요한 상태를 유지해 주어야 하며(623조), 임차인이 목적물에 관하여 지출한 필요비(必要費)는 곧 상환하여야 하고, 유익비(有益費)도 일정한 조건 아래 상환하게 되어 있다(626조). 또한 임대차는 유상계약이므로 임대인은 목적물의 홈결에 관하여 매도인과 같은 담보책임을 부담한다(567조). 임차인은 계약 또는 그 성질에 의하여 정해진 용법으로 임차물을 사용·수익하고(654·610조 1항) 약정된 차임을 지급하여야 하며(618조), 임대차 관계의 종료로 임대인에게 반환할 때까지 목적물을 선량한 관리자의 주의를 기울여 보관하여야 한다(374조). 임대차는 존속기간의 만료, 계약해지의 통고(635조 1항·652·636·637조 1항) 및 일정한 경우의 해지(625조, 627조 2항, 629조 2항, 640·641조)에 의하여 종료한다.
부동산임차인은 당사자간에 반대약정이 없으면 임대인에 대하여 그 임대차등기절차에 협력할 것을 청구할 수 있다.(제621조 제1항) 부동산임대차를 등기한 때에는 그때부터 제삼자에 대하여 효력이 생긴다. (제621조 제2항) 그러나, 전세권의 경우 우선변제권이 인정되는 것과는 달리, 등기된 임차권의 경우에는 우선변제권이 인정되지 아니한다.

### 단기임대차
물건을 관리할 수는 있어도 처분하는 능력이나 권한이 없는 자가 *임대차를 하는 경우에는 일정한 기간 이상의 장기(長期)의 것은 허용되지 않는다(619조). 이러한 임대차를 단기임대차(短期賃貸借)라고 부르고 있다. 처분의 능력이나 권한이 없는 자란 부재자의 재산 관리인, 권한이 정해지지 않은 대리인, 후견감독인이 있는 후견인 등으로서 관리능력이나 권한이 없는 미성년자나 한정치산자는 여기에 포함되지 않는다. 그리고 단기임대차의 내용에는 식목·채염 또는 석조·석회조·연와조 및 이와 유사한 건축을 목적으로 한 토지의 임대차는 10년, 기타의 토지 5년, 건물 기타 공작물은 3년, 동산의 임대차는 6월 이내의 기간에 한정된다. 이 기간은 기간이 만료하기 전 토지에 대하여는 1년, 건물 기타 공작물에 대하여는 3월, 동산에 대하여는 1월 내에 갱신할 수 있다(620조). 619조의 기간을 넘는 임대차에서 이 기간을 초과한 부분은, 만일 그러한 단기라면 임차인 쪽에서 계약을 하지 않았으리라고 인정될 만한 사정이 없는 한 619조의 기간으로 단축된다(137조 참조). 그리고 계약 그 자체의 효과에 관해서는 무권대리가 되는 것이 보통이다.

### 판례
- 임대차계약에서 임차인은 임대인의 승인하에 개축 또는 변조할 수 있으나 부동산의 반환기일 전에 임차인의 부담으로 원상복구키로 한다라고 약정한 경우 이는 임차인이 임차목적물에 지출한 각종유익비의 상환청구권을 미리 포기하기로 한 취지의 특약이라고 봄이 상당하다.[5]

- 임대차계약서에 "임차인은 임대인의 승인하에 개축 또는 변조할 수 있으나 계약대상물을 명도시에는 임차인이 일체 비용을 부담하여 원상복구하여야 함."이라는 내용이 인쇄되어 있기는 하나, 한편 계약체결 당시 특약사항으로 "보수 및 시설은 임차인이 해야 하며 앞으로도 임대인은 해주지 않는다. 임차인은 설치한 모든 시설물에 대하여 임대인에게 시설비를 요구하지 않기로 한다." 등의 약정을 한 경우, 임차인은 시설비용이나 보수비용의 상환청구권을 포기하는 대신 원상복구의무도 부담하지 않기로 하는 합의가 있었다고 보아, 임차인이 계약서의 조항에 의한 원상복구의무를 부담하지 않는다.[6]

- 임대차계약서는 처분문서로서 특별한 사정이 없는 한 그 문언에 따라 의사표시의 내용을 해석하여야 한다고 하더라도, 그 계약 체결의 경위와 목적, 임대차기간, 임대보증금 및 임료의 액수 등의 여러 사정에 비추어 볼 때 당사자의 의사가 계약서의 문언과는 달리 명시적·묵시적으로 일정한 범위 내의 비용에 대하여만 유익비 상환청구권을 포기하기로 약정한 취지라고 해석하는 것이 합리적이라고 인정되는 경우에는 당사자의 의사에 따라 그 약정의 적용 범위를 제한할 수 있다.[7]

- 임대차계약상의 차임채권에 관하여 압류 및 추심명령이 있더라도 임대차 종료 후 목적물의 반환시 그 때까 추심되지 않은 잔존 차임채권액이 임대보증금에서 당연히 공제된다.[8]

- 임대차종료후 임대차보증금반환청구채권이 전부된 경우 임차인의 목적물 계속점유가 불법점유가 아니다.[9]

- 영업용 건물의 임대차에 수반되어 행하여지는 권리금의 지급은 임대차계약의 내용을 이루는 것은 아니고 권리금 자체는 거기의 영업시설·비품 등 유형물이나 거래처, 신용, 영업상의 노하우(know-how) 혹은 점포 위치에 따른 영업상의 이점 등 무형의 재산적 가치의 양도 또는 일정 기간 동안의 이용대가라고 볼 것인바, 권리금이 그 수수 후 일정한 기간 이상으로 그 임대차를 존속시키기로 하는 임차권 보장의 약정하에 임차인으로부터 임대인에게 지급된 경우에는, 보장기간 동안의 이용이 유효하게 이루어진 이상 임대인은 그 권리금의 반환의무를 지지 아니하며, 다만 임차인은 당초의 임대차에서 반대되는 약정이 없는 한 임차권의 양도 또는 전대차 기회에 부수하여 자신도 일정 기간 이용할 수 있는 권리를 다른 사람에게 양도하거나 또는 다른 사람으로 하여금 일정기간 이용케 함으로써 권리금 상당액을 회수할 수 있을 것이지만, 반면 임대인의 사정으로 임대차계약이 중도 해지됨으로써 당초 보장된 기간 동안의 이용이 불가능하였다는 등의 특별한 사정이 있을 때에는 임대인은 임차인에 대하여 그 권리금의 반환의무를 진다고 할 것이고, 그 경우 임대인이 반환의무를 부담하는 권리금의 범위는, 지급된 권리금을 경과기간과 잔존기간에 대응하는 것으로 나누어, 임대인은 임차인으로부터 수령한 권리금 중 임대차계약이 종료될 때까지의 기간에 대응하는 부분을 공제한 잔존기간에 대응하는 부분만을 반환할 의무를 부담한다고 봄이 공평의 원칙에 합치된다.[10]

- 대항력 있는 주택임대차에 있어 기간만료나 당사자의 합의 등으로 임대차가 종료된 경우에도 주택임대차보호법 제4조 제2항에 의하여 임차인은 보증금을 반환받을 때까지 임대차관계가 존속하는 것으로 의제되므로 그러한 상태에서 임차목적물인 부동산이 양도되는 경우에는 같은 법 제3조 제2항에 의하여 양수인에게 임대차가 종료된 상태에서의 임대인으로서의 지위가 당연히 승계되고, 양수인이 임대인의 지위를 승계하는 경우에는 임대차보증금 반환채무도 부동산의 소유권과 결합하여 일체로서 이전하는 것이므로 양도인의 임대인으로서의 지위나 보증금 반환채무는 소멸하는 것이지만, 임차인의 보호를 위한 임대차보호법의 입법 취지에 비추어 임차인이 임대인의 지위승계를 원하지 않는 경우에는 임차인이 임차주택의 양도사실을 안 때로부터 상당한 기간 내에 이의를 제기함으로써 승계되는 임대차관계의 구속으로부터 벗어날 수 있다고 봄이 상당하고, 그와 같은 경우에는 양도인의 임차인에 대한 보증금 반환채무는 소멸하지 않는다[11].

## 같이 보기
- 주택임대차보호법
- 상가건물임대차보호법
- 소비대차
- 사용대차